# Aki na Ukwa
Aki na Ukwa es una película nigeriana de comedia familiar de 2002 dirigida por Amayo Uzo Philips. Está protagonizada por Osita Iheme y Chinedu Ikedieze. La película impulsó las carreras de Osita y Chinedu. Fue aclamada por la crítica, recibió reseñas positivas y ha sido considerada como una de las mejores del cine nigeriano. A partir de este proyecto, los protagonistas coincidieron en varias ocasiones en pantalla. A Chukwuka Emelionwu, productor de la película, se le atribuyó la creación de los personajes "Aki" y "PawPaw".

## Sinopsis
Dos hermanos provocan un caos total a donde quiera que van, ya sea en su casa, escuela o en toda la aldea.

## Elenco
- Osita Iheme como Pawpaw
- Chinedu Ikedieze como Aki
- Oby Kechere como Gladys
- Amaechi Muonagor como Mbakwe
- Frances Nsokwu como Dorcas

## Legado
La actuación de Chinede Ikedieze junto a su pequeño coestrella Osita Iheme en la película se ha mantenido a través del tiempo, siendo tendencia a través de los memes desde 2019 en Twitter y otras plataformas de medios sociales a nivel mundial.